# Hanns Geier
Pour les articles homonymes, voir Geier.
Hanns Geier, né le 25 février 1902 à Waldalgesheim et décédé en 1986, était un pilote automobile allemand.
Commençant sa carrière de pilote sur moto, Geier évolue ensuite vers l'automobile de course. Il commence par piloter sur des Amilcar, puis des Bugatti avec August Momberger. Il travaille comme vendeur de voitures jusqu'en 1932, date à laquelle il devient le pilote d'essai de Daimler-Benz AG. Il participe à son premier Grand Prix en 1934, en Allemagne où il remplace Manfred von Brauchitsch, blessé aux essais, et Ernst Jakob Henne, malade. Classé cinquième ses performances lui accordent la confiance d'Alfred Neubauer qui signe avec lui un contrat pour le reste de la saison. En 1935, s'engage à l'Avusrennen où il abandonne et au Grand Prix d'Allemagne où il termine septième. Au Grand Prix automobile de Suisse 1935, il est victime d'un grave accident, en perdant le contrôle de sa monoplace à 240 km/h où il s'encastre dans la cabine du chronométreur officiel. À l'hôpital, il est emmené dans un état critique. En raison de ses blessures, il met un terme à sa carrière de pilote, mais demeure chez Mercedes-Benz en tant que chronométreur et assistant directeur sportif. Hanns Geier se retire du groupe Mercedes et du sport automobile après l'accident des 24 Heures du Mans 1955, l'accident le plus important de l'histoire du sport automobile. Hanns Geier meurt en 1986.